# Eltville am Rhein
Eltville am Rhein är en stad i Rheingau-Taunus-Kreis i Regierungsbezirk Darmstadt i förbundslandet Hessen i Tyskland, och har cirka 17 000 invånare.